# Orthocladius borealis
Orthocladius borealis är en tvåvingeart som först beskrevs av Jean-Jacques Kieffer 1913.  Orthocladius borealis ingår i släktet Orthocladius och familjen fjädermyggor.
Artens utbredningsområde är Island. Inga underarter finns listade i Catalogue of Life.